# Diákírók és Diákköltők Találkozója
A Diákírók és Diákköltők Találkozója Sárváron, a helyi Tinódi-gimnázium, a város polgármesteri hivatala és az Írók Szakszervezete által, a tavaszi szünetben megrendezésre kerülő, középiskolások számára kiírt pályázat és néhány napos tábor. A fiatal szerzők munkáit különböző kategóriákban értékelik, díjazzák – arany, ezüst és bronz minősítéssel –, és a legsikeresebb munkák bemutatására is kerülnek.
Neves zsűritagok, mint Domokos Mátyás, Alföldy Jenő, Tarján Tamás, Nagy Gáspár, Kulcsár Szabó Ernő, Horváth Péter vagy Papp Márió és nevezetes pályázók, így többek között Tóth Krisztina, Varró Dániel, Peer Krisztián, Bartis Attila, Grecsó Krisztián fémjelzik a rendezvényt.

## Áttekintés
A találkozót Medvegy Antal igazgató hívta életre. 1965-ben Diákköltők I. megyei találkozója, 1968-ban már Diákköltők Dunántúli Találkozója néven, amely 1970-től országos, majd az 1990-es évek óta határon túli találkozóvá nőtte ki magát. Ennek köszönhetően sepsiszentgyörgyi, székelyudvarhelyi, kolozsvári, érsekújvári és szabadkai diák is hazavihette már a díjazottakat megillető oklevelet, jutalmat. 
Kezdetben 1989-ig a KISZ a Magyar Írószövetséggel szervezte és rendezte a középiskolás irodalmi pályázatot és a legjobb pályázók három-négy napos sárvári táborát, majd a rendszerváltást követően az Írók Szakszervezete, Sárvár Város Önkormányzata és az ötletgazda sárvári Tinódi-gimnázium vette át a feladatokat, 2003-tól pedig betársult melléjük a budapesti Írók Alapítványa is.
1989-től Mezey Katalin Kossuth-díjas író, költő, műfordító és Papp Márió fogja össze a rendezvényt, amely 2008–2009-től a magyar nyelvű Kárpát-medencei diákírók, diákköltők irodalmi pályázatának tábora nevet viseli.

## Diákírók és Diákköltők Országos Találkozója
1970 és a jubileumi 1987 évi X. találkozó között kétévente került megrendezésre, leszámítva az 1974–1975-ös éveket.
Kategóriák voltak az évek folyamán: vers, próza, kritika, tanulmány, riport és műfordítás. Egyes években különdíjat is kiosztottak.